# Fireteam

NATO Fireteam

Fireteam (nebo také tzv. palebný tým) je malá vojenská jednotka pěchoty. V některých armádách (Armáda Spojených států, Námořní pěchota Spojených států, Kanadská armáda, Australská armáda a Britská armáda) jde o nejmenší vojenskou jednotku a je na ní založena struktura celé armády. V jiných armádách se naopak nepoužívá a nejmenší jednotkou je družstvo. Fireteam se obyčejně skládá z 2–5 vojáků. Každý člen fireteamu má svoji funkci. Z fireteamů se skládají družstva nebo sekce.

## Varianty v různých armádách

### Armáda Spojených států
V americké armádě se používají čtyřčlenné fireteamy. Velí mu Team Leader (velitel týmu) v hodnosti zpravidla Corporal (desátník), výjimečně Sergeant (četař až štábní rotmistr).
- Team Leader (velitel týmu)
- Granadier (granátník)
- Automatic Rifleman (střelec z lehkého kulometu)
- Rifleman (střelec)

Team Leader, Rifleman a Granadier mají pušky M16 nebo karabiny M4. Granadier má navíc na zbrani připevněný granátomet M203. Automatic Rifleman nosí lehký kulomet (většinou M249 SAW).
Družstvo tvoří dva fireteamy a squad leader (velitel družstva) v hodnosti Sergeant (seržant).

### Námořní pěchota Spojených států
Námořní pěchota Spojených států používá fireteamy v tomto složení:
- Rifleman (střelec) – funguje také jako průzkumník pro fireteam
- Team Leader (velitel týmu) – na zbrani má připevněn granátomet M203, funguje také jako granátník
- Automatic Rifleman (střelec z lehkého kulometu) – nosí lehký kulomet M249 SAW, je to zároveň zástupce velitele
- Assistant Automatic Rifleman (pomocník střelce z lehkého kulometu) – nese náboje do kulometu navíc

Družstvo tvoří tři fireteamy a squad leader (velitel družstva) v hodnosti Sergeant (seržant).

### Britská armáda
V britské armádě se sekce skládá z 8 vojáků, kteří jsou rozděleni do dvou fireteamů po čtyřech. V každém fireteamu je Corporal nebo Lance Corporal, který velí, a tři vojíni, z nichž jeden nese lehký kulomet.

### Další státy
V kanadské armádě se „fireteam“ skládá jen ze 2 vojáků. Dva fireteamy jsou skupina a 2 skupiny tvoří sekci o 8 vojácích. Mnohé další ozbrojené síly jako nejmenší jednotku používají družstvo, některé používají „páry“ složené ze 2 vojáků.